# Valemont
Valemont est une mini-série télévisée américaine créée par Christian Taylor et Stefan Scaini en 35 épisodes de 2½ minutes diffusés depuis le 21 septembre 2009 sur MTV.
Les épisodes de la série sont également disponibles sur le site MTV.com avec des bonus autour de la série.

## Synopsis
À la suite de la mort de son frère Eric dont elle n'avait plus de nouvelles, Sophie Gracen se met à enquêter sur sa mort grâce au téléphone portable récupéré dans ses affaires. Elle commence en s'inscrivant à l'Université Valmont où son frère étudiait. Elle va bientôt découvrir que Valmont et la plupart de ses étudiants cachent de terribles secrets.

## Distribution
- Kristen Hager (VF : Sybille Tureau) : Sophie Gracen
- Eric Balfour (VF : Jean-Pierre Michaël) : Eric Gracen
- Nikki Blonsky (VF : Laëtitia Godès) : Poppy Barker
- Jessica Parker Kennedy (VF : Fily Keita) : Beatrice Granville
- Dillon Casey (VF : Pascal Nowak) : Sebastian Van Cleer
- Tyler Hynes (VF : Sébastien Desjours) : Gabriel Ryan
- Kyle Mac (VF : Juan Llorca) : Leonardo Wilson
- Zachary Bennett (VF : Frédéric Popovic) : Nicolas Blunt
- Georgina Reilly (VF : Natassja Richard) : Melissa
- Rob Stewart (VF : Jérôme Berthoud) : Malthus

## Épisodes
1. Titre français inconnu (Family Reunion)
2. Titre français inconnu (Back to School)
3. Titre français inconnu (The Rules)
4. Titre français inconnu (They Call Him the Archangel)
5. Titre français inconnu (Everything Leads to Desmodus)
6. Titre français inconnu (Sebastian's Rose)
7. Titre français inconnu (Capital Punishment)
8. Titre français inconnu (The Laundry Room)
9. Titre français inconnu (It's in Our Blood)
10. Titre français inconnu (Take-Out Date)
11. Titre français inconnu (Breaking & Entering)
12. Titre français inconnu (Things Are Different at Valemont)
13. Titre français inconnu (They're Vampires, All of Them)
14. Titre français inconnu (The Sanitarium)
15. Titre français inconnu (Are You Sick?)
16. Titre français inconnu (Secrets, Secrets, Secrets)
17. Titre français inconnu (The Hemoglobins)
18. Titre français inconnu (Self Defense)
19. Titre français inconnu (Panthera Promise Pin)
20. Titre français inconnu (Let Him Go)
21. Titre français inconnu (Hi, Sis)
22. Titre français inconnu (Human Nature)
23. Titre français inconnu (The Story Continues)
24. Titre français inconnu (What You Really Are)
25. Titre français inconnu (You Are Desmodus)
26. Titre français inconnu (Human Relations 101)
27. Titre français inconnu (The Serpentes Mixer)
28. Titre français inconnu (The Last Hope)
29. Titre français inconnu (Butterfly or Beast)
30. Titre français inconnu (The Vampire Piper)
31. Titre français inconnu (Takes One to Make One)
32. Titre français inconnu (The Hunger)
33. Titre français inconnu (Whose Side Are You On?)
34. Titre français inconnu (Seeing in the Dark)
35. Titre français inconnu (Just the Beginning)